# متلازمة بيت هوبكنز
متلازمة بيت هوبكنز (بالإنجليزية: Pitt–Hopkins syndrome، واختصارًا: PTHS)، اضطراب وراثي نادر يتميز بتأخر النمو، والصرع، وملامح وجهية مميزة، وفرط التنفس المتقطع يليه انقطاع النفس. مع اكتشاف المزيد عن بيت هوبكنز، يتسع نطاق تطور الاضطراب، وقد يشمل أيضًا صعوبات كالقلق، والتوحد، واضطراب نقص الانتباه مع فرط النشاط، والاضطرابات الحسية. يرتبط بخلل في الصبغي 18؛ وبصيغة أدق، يحدث بسبب التعبير غير الكافي عن جين تي سي إف 4.
تترافق متلازمة بيت هوبكنز عمومًا مع نقيصة معرفية حادة، ولكن من الصعب قياس الذكاء الحقيقي نظرًا لصعوبات الحركة والكلام. بفضل التواصل التزايدي والعلاجات الأكثر تقدمًا، يمكن للعديد من الأفراد تحقيق أشياء أكثر مما كان يُعتقد في البداية. أصبح من الواضح وجود نطاق من القدرات المعرفية في بيت هوبكنز أوسع من ذلك المذكور في معظم المؤلفات العلمية. طور الباحثون نماذج من الخلايا والقوارض لاختبار علاجات بيت هوبكنز.

## العلامات والأعراض
يمكن اكتشاف وجود متلازمة بيت هوبكنز في مراحل الطفولة المبكرة.
من العلامات المبكرة عند الرضع وجود شكل مميز للجزء السفلي من الوجه وجذر الأنف المرتفع.
تعد ملامح الوجه مميزة وتشمل:
- توضع عيني عميق.
- حول.
- قصر النظر.
- جذر أنفي واضح.
- جسر أنف عريض و/أو منقاري.
- قوس كيوبيد (شفة علوية) بارزة أو شفة علوية خيمية (تبدو الشفة العليا مثل الخيمة).
- شفة سفلية منقلبة.
- فم كبير.
- أسنان متباعدة.
- حنك واسع وقليل العمق.
- حلز الأذن (الطية الخارجية للأذن) سميك وكثير الطيات.

قد يعاني البالغون المصابون بمتلازمة بيت هوبكنز من مشاكل في الكلام. تصبح الملامح القحفية الوجهية، والمهمة عند تشخيص ملازمة بيت هوبكنز، أكثر وضوحًا مع تقدم الشخص في السن.
تتميز متلازمة بيت هوبكنز بتأخر في النمو، ومشاكل التنفس أحيانًا مثل فرط التنفس النوبي و/أو حبس النفس أثناء الاستيقاظ، والنوبات المتكررة/الصرع، ومشاكل الجهاز الهضمي، وملامح الوجه المميزة. تعتبر الحركات النمطية، خاصةً في الذراعين والرسغين والأصابع، عامة تقريبًا. يعد نقص التوتر شائعًا بنسبة (75٪)، بالإضافة إلى المشية المضطربة. تشمل السمات الأخرى غضن الراحة المعزول (القردية)، والأصابع الطويلة والنحيلة، والقدم المسطحة، والخصية الهاجرة (لدى الذكور). يعد وجود «رؤوس أصابع جنينية» شائعًا. قد يحدث فرط تنفس يليه أحيانًا انقطاع نفس وزرقة. يعتبر الإمساك عرضًا شائعًا. قد يعاني المريض من صغر الرأس والنوبات المرضية. أُبلغ في بعض الحالات عن بقع جلدية ناقصة التصبغ. يتمتع الأفراد المصابون بمتلازمة بيت هوبكنز بسلوك مبتهج وسعيد ويبتسمون ويضحكون عادة.

## علم الوراثة
وُصفت الحالة لأول مرة عام 1978 من قبل بيت وهوبكنز لدى مريضين غير ذي صلة ببعضهما.
وصف السبب الجيني لهذا الاضطراب في عام 2007. يعود هذا الاضطراب إلى التعبير غير الكافي عن جين عامل النسخ الرابع (تي سي إف 4) الموجود على الذراع الطويلة للصبغي 18 (18 كيو 21.2). يبدو أن الطيف الطفري للمرض يتكون من طفرات نقطية بنسبة (40٪)، وطفرات حذف وغزر صغيرة بنسبة (30٪)، وطفرات حذف بنسبة (30٪). تظهر جميعها على شكل طفرات جديدة (دي نوفو). يعد احتمال إصابة الأشقاء منخفضًا، ولكن يبقى الخطر أعلى من عامة السكان بسبب تزيق الخط التكاثري الأبوي.
حُدد نمط ظاهري شبيه ببيت هوبكنز في الطفرات الجسدية المتنحية في الجين المسؤول عن شبه البروتين المرتبط بالكونتاكتين 2 (سي إن تي إن أيه بّي 2) على الذراع الطويل للصبغي 7 (7كيو33-بّي 36)، وجين النوروكسين 1 ألفا (إن آر إكس إن 1) على الذراع القصير للصبغي 2 (2بّي 16.3).
يمكن رؤية تشوهات في الجهاز العصبي المركزي لدى نحو 60 إلى 70٪ من المرضى عند إجراء تصوير بالرنين المغناطيسي.
تغيب ملامح الوجه المميزة لدى مرضى بيت هوبكنز الذين حدثت لديهم طفرة حذف تي سي إف 4.